# Le Breton de Paris
Le Breton de Paris est le journal de l'Amicale des Bretons de Paris, fondé en mai 1908 par le docteur René Le Fur, ancien président de l'Entente nationale, qui dirige le journal. Il disparaît en 1933 avec le décès de son fondateur.

## Histoire
Pendant la Première Guerre mondiale, le journal continue de paraître. Il est envoyé gracieusement à un grand nombre de soldats.
Le journal reparaît après la guerre le 23 novembre 1918.

### Sources
- Marc Tardieu, Les Bretons de Paris : de 1900 à nos jours, Monaco, éd. du Rocher, février 2003, 217 p. (ISBN 978-2-7028-8258-0)
- Constance Lemans, Les Bretons et leurs associations à Paris entre les deux guerres, Perros-Guirec, éd. Anagrammes, coll. « Domaine breton », février 2009, 135 p. (ISBN 978-2-84719-042-7 et 2-84719-042-2)